# X1 (gruppo musicale)
Gli X1 (엑스원?, Ekseu-wonLR) sono stati un gruppo musicale sudcoreano, formatosi a Seul nel 2019 tramite la quarta edizione del talent show Produce 101. Dopo aver ricevuto un doppio disco di platino per l'EP di debutto Emergency: Quantum Leap, la band ha interrotto le attività a causa dell'indagine sulla manipolazione dei voti di Mnet e si è sciolta nel gennaio 2020 per volontà delle agenzie dei membri.

## Storia
Nel dicembre 2018, il canale televisivo Mnet annuncia la quarta edizione dello show di sopravvivenza Produce 101 per formare una boy band da undici membri scelti dal pubblico tra 101 apprendisti di diverse agenzie d'intrattenimento. Il programma va in onda dal 3 maggio al 19 luglio dell'anno successivo, e viene vinto da Kim Yo-han, Kim Woo-seok, Han Seung-woo, Song Hyung-jun, Cho Seung-youn, Son Dong-pyo, Lee Han-gyul, Nam Do-hyon, Cha Jun-ho, Kang Min-hee e Lee Eun-sang.
Alla conclusione di Produce X 101, agli undici vincitori viene offerto un contratto della durata di cinque anni con la CJ ENM e la Swing Entertainment, un'etichetta della Stone Music Entertainment. Tuttavia, vista la presentazione di una causa civile contro Mnet per un presunto broglio elettorale commesso durante la finale del programma, alcune agenzie dei membri rifiutano di firmare fino al chiarimento delle accuse. Nonostante la vicenda causi il ritiro o la sospensione di alcuni contratti di endorsement con la band, i preparativi al debutto proseguono come pianificato e il 22 agosto va in onda la prima puntata del reality X1 Flash, che segue gli undici artisti durante la vita quotidiana e il processo preparatorio. Intanto appaiono nelle classifiche di Billboard Social 50 ed Emerging Artists, rispettivamente alle posizioni 6 e 11, pur non avendo ancora debuttato.
Gli X1 esordiscono il 27 agosto 2019 con l'EP Emergency: Quantum Leap, presentato lo stesso giorno ad un concerto tutto esaurito al Gocheok Sky Dome davanti a 20.000 fan. Il disco segna il miglior debutto in classifica per un gruppo principiante: si posiziona direttamente al primo posto della classifica Gaon per il periodo 25-31 agosto e riceve un doppio disco di platino, avendo venduto oltre 500.000 copie già durante la prima settimana e più di 640.000 nel corso del 2019, diventando il quarto album più venduto dell'anno. Appare anche nella classifica giapponese al quarto posto e in quella polacca al ventiduesimo. Il 3 settembre, il gruppo riceve il suo primo trofeo di un programma musicale, quello di The Show, per la canzone apripista Flash. Nelle settimane successive ottiene undici statuette totali nel corso di diverse trasmissioni musicali, l'ultima delle quali il 19 settembre a M Countdown.
Il 5 novembre 2019 il produttore di Produce X 101, Ahn Joon-young, viene arrestato e, durante l'interrogatorio, ammette di aver truccato i risultati del programma. Ciò ha delle ripercussioni sull'immagine degli X1 e, in seguito alla cancellazione della loro apparizione ai V Live Award, le attività promozionali vengono messe in pausa. Mentre alcuni componenti del gruppo lasciano il dormitorio comune per tornare dalle proprie famiglie, la loro candidatura come Artista principiante dell'anno ai Golden Disc Award non viene presentata dagli organizzatori alla considerazione della giuria.
Il 6 gennaio 2020, la CJ ENM, la Swing Entertainment e le nove agenzie dei membri degli X1 si riuniscono per discutere del futuro del gruppo. A un'ora di dibattito fa seguito una votazione a scrutinio segreto, durante la quale quattro agenzie optano per il proseguimento delle attività, quattro contro e una non prende una posizione chiara, pertanto, non avendo raggiunto una decisione unanime, annunciano lo scioglimento del gruppo. La proposta della CJ ENM di pubblicare un inedito a tema invernale che gli X1 hanno già registrato come canzone d'addio viene respinta da due o tre agenzie, così come il suggerimento di girare un ultimo video avanzato dal rappresentante di uno dei membri, che viene rifiutato da un'altra agenzia.

### Seguito
Gli undici membri degli X1 hanno fatto ritorno alle rispettive agenzie dopo lo scioglimento del gruppo. Han Seung-woo è tornato nel suo gruppo precedente, i Victon, e si è dato anche alla carriera solista, così come Kim Woo-seok, Cho Seung-youn (che ha utilizzato sia il suo nome di battesimo, che lo pseudonimo Woodz) e Lee Eun-sang. Kim Yo-han ha partecipato a programmi e serie televisive, ha pubblicato un singolo il 25 agosto 2020 e, due mesi dopo, è entrato nel sestetto WEi sotto la Oui Entertainment. Lee Han-gyul e Nam Do-hyon hanno formato il duo H&D a febbraio 2020 prima di entrare nella formazione dei BAE173 a novembre dello stesso anno. Anche gli altri membri sono entrati in boy band di nuova formazione: Song Hyeong-jun e Kang Min-hee nei Cravity ad aprile 2020, Cha Jun-ho nei Drippin a ottobre 2020 e Son Dong-pyo nei Mirae a marzo 2021.

## Formazione
- Han Seung-woo (한승우) – leader, voce (2019-2020)
- Cho Seung-youn (조승윤) – voce, rap (2019-2020)
- Kim Woo-seok (김우석) – voce (2019-2020)
- Kim Yo-han (김요한) – voce, rap (2019-2020)
- Lee Han-gyul (이한결) – voce (2019-2020)
- Cha Jun-ho (차준호) – voce (2019-2020)
- Son Dong-pyo (손동표) – voce (2019-2020)
- Kang Min-hee (강민희) – voce (2019-2020)
- Lee Eun-sang (이은상) – voce (2019-2020)
- Song Hyeong-jun (송형준) – voce (2019-2020)
- Nam Do-hyon (남도현) – voce, rap (2019-2020)

## Discografia

### EP
- 2019 – Emergency: Quantum Leap

## Videografia
- 2019 – Flash[47]

## Filmografia
- Produce X 101 – reality, 12 puntate (2019)
- X1 Flash – reality, 2 puntate (2019)

## Riconoscimenti
- Circle Chart Music Award
  - 2020 – Candidatura Canzone del mese (agosto) per Flash[48]
  - 2020 – Candidatura Album del trimestre (quarto trimestre) per Emergency: Quantum Leap[49]
- Melon Music Award
  - 2019 – Candidatura Nuovo artista[50]
- Mnet Asian Music Award
  - 2019 – Top 10 globale scelta dai fan[51]
  - 2019 – Candidatura Artista dell'anno[52]
  - 2019 – Candidatura Miglior nuovo artista maschile[52]
- Seoul Music Award
  - 2020 – Candidatura Nuovo artista dell'anno[53]
  - 2020 – Candidatura Premio popolarità[54]
  - 2020 – Candidatura Premio hallyu[54]
  - 2020 – Candidatura Premio artista K-pop più popolare su QQ Music[55]
- V Live Award
  - 2019 – Global Rookie Top 5[56]